# Francisco Orrego Vicuña

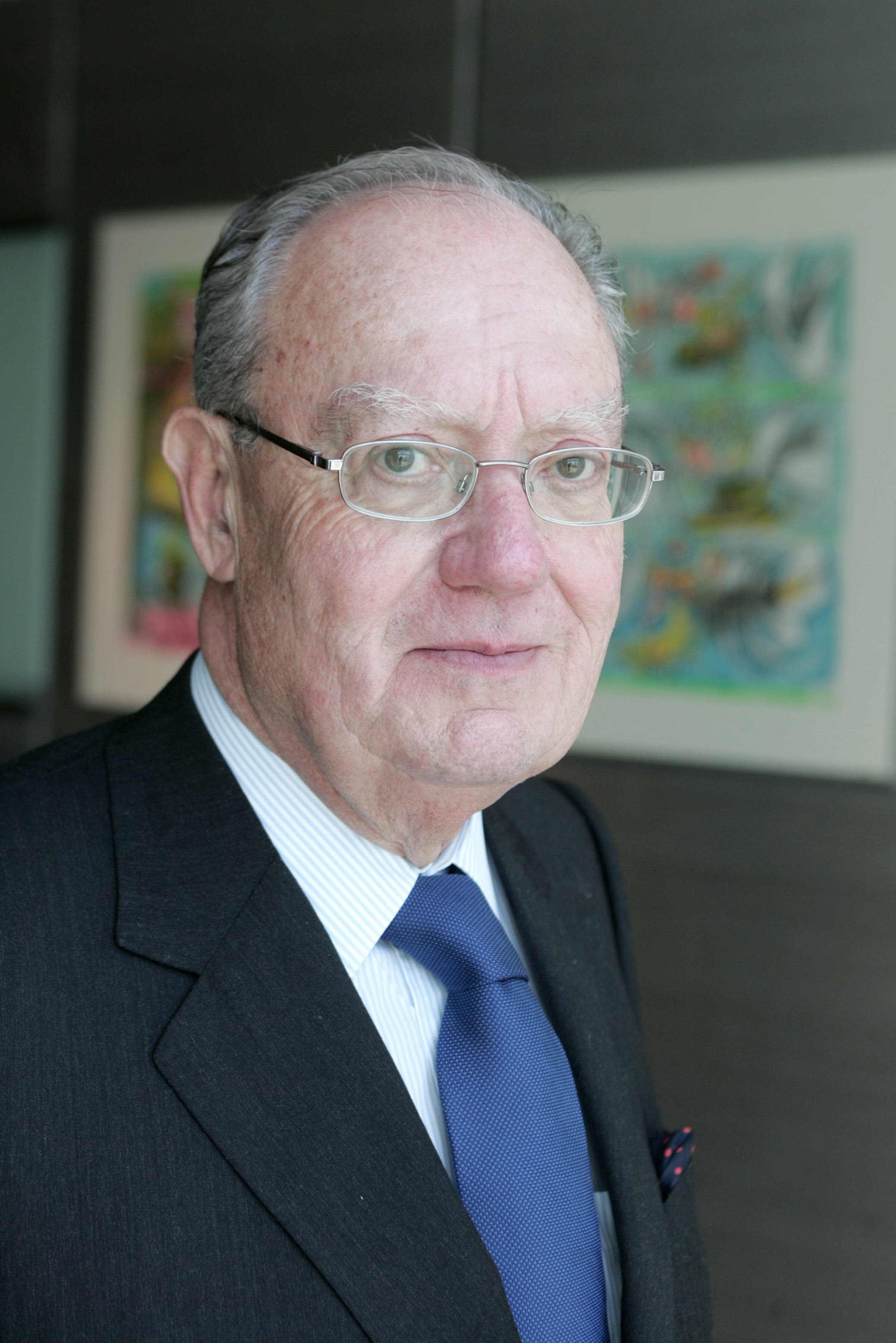
Francisco Orrego Vicuña, 2008

Francisco Orrego Vicuña (* 12. Juni 1942 in Santiago de Chile; † 2. Oktober 2018) war ein chilenischer Jurist und seit 1969 Professor für Völkerrecht an der Universidad de Chile.
Seine schulische Ausbildung erhielt Orrego in Madrid, an der französischen Schule in Kairo und Santiago. Nach dem Studium der Rechtswissenschaften an der Universidad de Chile, das Orrego 1965 abschloss, war er zunächst als Rechtsberater der Organisation amerikanischer Staaten tätig. 1969 wurde er als Professor für Völkerrecht an die Universidad de Chile berufen. Im Rahmen seiner Lehrtätigkeit war er von 1974 bis 1983 und 2001/2002 Direktor des Instituts für Völkerrecht und nahm Gastprofessuren unter anderem an der Stanford University und in Paris wahr. Von 1983 bis 1985 war Orrego chilenischer Botschafter in Großbritannien. Während seines Aufenthalts erwarb er 1985 den Master of Laws an der London School of Economics.
In dem seit dem Jahr 2000 andauernden Streit zwischen Chile und der Europäischen Union vor dem Internationalen Seegerichtshof um Fischereirechte im südlichen Pazifik wurde Orrego von der Regierung Chiles als Ad-hoc-Richter ernannt. Darüber hinaus wurde er von seinem Heimatland zum Ad-hoc-Richter in einem Fall vor dem Internationalen Gerichtshof in Den Haag nominiert. Ab 2012 war er als Richter am Verwaltungsgericht des Internationalen Währungsfonds tätig.
Er war Mitglied der Amerikanischen Gesellschaft für internationales Recht, der Royal Geographical Society und der Royal Institution of Great Britain.

## Publikationen (Auswahl)
- Derecho internacional de la Antartida. Dolmen Ed., Santiago 1994, ISBN 956-201-234-4.
- The changing international law of high seas fisheries. Cambridge University Press, Cambridge 1999, ISBN 0-521-64193-4.
- The International Tribunal for the Law of the Sea and provisional measures : settled issues and pending problems. In: International journal of marine and coastal law. Vol. 22 (2007), ISSN 1551-3289, S. 451.